# Лінув-Кольонія
Лінув-Кольонія (пол. Linów-Kolonia) — село в Польщі, у гміні Завихост Сандомирського повіту Свентокшиського воєводства.
Населення — 252 особи (2011).
У 1975-1998 роках село належало до Тарнобжезького воєводства.

## Демографія
Демографічна структура на день 31 березня 2011 року:
|          | Загалом | Допрацездатний вік | Працездатний вік | Постпрацездатний вік |
| -------- | ------- | ------------------ | ---------------- | -------------------- |
| Чоловіки | 133     | 31                 | 82               | 20                   |
| Жінки    | 119     | 13                 | 60               | 46                   |
| Разом    | 252     | 44                 | 142              | 66                   |